# Théodore Aubert
Théodore Aubert (Genève, 8 september 1878 - aldaar, 19 januari 1963) was een Zwitsers advocaat en politicus voor de fascistische partij Nationale Unie.

## Biografie

### Advocaat
Théodore Aubert studeerde rechten aan de Universiteit van Genève en vestigde zich er nadien als advocaat. Aubert verdedigde onder meer Moritz Conradi, die in 1923 Vaclav Vorowsky vermoorde, een diplomaat van de Sovjet-Unie die deelnam aan de Conferentie van Lausanne. Met een pleidooi tegen het communisme verkreeg Aubert nochtans van de volksjury de vrijspraak van Conradi, in een periode waarin in Zwitserland een sterk anti-communistisch klimaat heerste. De onterechte vrijspraak bracht schade toe aan het imago van de Zwitserse justitie en verslechterde de relaties tussen Zwitserland en de Sovjet-Unie.

### Politicus
Hij was stichtend lid van het Zwitsers Vaderlands Verbond, een extreemrechtse organisatie die zich verzette tegen de algemene staking in Zwitserland in 1918. Later was hij oprichter van de fascistische partij Nationale Unie.
Van 1923 tot 1925 was hij namens deze partij lid van de Grote Raad van Genève. Bij de federale parlementsverkiezingen van 1935 werd hij verkozen in de Nationale Raad, waar hij zou zetelen tot het einde van de legislatuur in 1939.
- Base de données des élites suisses: 55600
- Bibliothèque nationale de France: cb12881343t (data)
- Gemeinsame Normdatei: 1031881603
- Historisch woordenboek van Zwitserland: 006155
- International Standard Name Identifier: 0000 0001 3969 1070
- Nationale Bibliotheek van Tsjechië: js20191058727
- Nationale Bibliotheek van Polen: a0000001766523
- Système universitaire de documentation: 080231187
- Zwitserse Bondsvergadering: 1426
- Virtual International Authority File: 219323631
- WorldCat: E39PBJx8GJRPKkxrtGP8TprH4q